# Copelatus basifasciatus
Copelatus basifasciatus är en skalbaggsart som beskrevs av Régimbart 1895. Copelatus basifasciatus ingår i släktet Copelatus och familjen dykare. Inga underarter finns listade i Catalogue of Life.